# Metula
Die Metula war ein Rohöltanker der Reederei „Shell Tankers“. Das 1968 gebaute Schiff lief am 9. August 1974 auf der Satellite Bank der Magellanstraße auf Grund, erlitt schwere Bodenschäden und verursachte mit rund 53.000 Tonnen ausgelaufenen Öls den bisher größten Ölunfall in der Magellanstraße. Es war seinerzeit der zweitgrößte Ölunfall nach der Strandung der Torrey Canyon und der erste gravierende Ölunfall eines Öltankers der VLCC-Größe weltweit.

## Geschichte

### Das Schiff
Das Schiff wurde 1966 vom Shell-Konzern bei der japanischen Werft Ishikawajima-Harima Heavy Industries (IHI) als Tanker mit 175.000 Tonnen Tragfähigkeit geordert. Der Auftrag wurde noch im selben Jahr auf ein als VLCC (Very Large Crude Carrier) ausgelegtes Schiff mit einer Tragfähigkeit von 210.000 Tonnen geändert. 1968 wurde die Metula als Baunummer 2019 abgeliefert und in Dienst gestellt. Es war im Besitz der N.V. Curaçaosche Scheepvaart Mij. in Willemstad und wurde durch den Shell-Konzern betrieben.

### Die Strandung
Die Metula wurde 1974 von der ENAP (Staatliche chilenische Ölgesellschaft) gechartert, um 195.673 Tonnen Rohöl des Typs Arabian Light crude von Ra's Tanura am Persischen Golf zur weiteren Verarbeitung in Quintero Bay in Chile zu transportieren. Des Weiteren befanden sich rund 2000 Tonnen Schweröl der Sorte Bunker C in den Bunkertanks. Am 9. August 1974 gegen 22:20 Uhr Ortszeit strandete das Schiff bei der West-Ost-Passage der Magellanstraße mit einer Geschwindigkeit von rund 15 Knoten auf der Satellite Bank nahe dem Westende der Landspitze First Narrows. Am zweiten Tag nach der Strandung drehte sich das Schiff über Steuerbord, wobei auch der Maschinenraum Grundberührung bekam und durch einfließendes Meerwasser geflutet wurde. Rund 51.500 Tonnen Rohöl und weitere 1.500 Tonnen des gebunkerten Schweröls flossen aus.

### Hilfsmaßnahmen
Nach dem Herumschwingen des Schiffes am 11. August sandte die chilenische Regierung eine Anfrage um technische Hilfeleistung an die United States Coast Guard. Diese schickte lufttransportfähige ADAPTS-Pumpensysteme nach Chile, um das Um- und Abpumpen der Ölladung sowie  die Bergungsarbeiten mit dem Lenzen des eingedrungenen Meerwassers zu unterstützen. Weitere Maßnahmen wurden aufgrund der geographischen Abgelegenheit des betroffenen Gebietes, als auch wegen der rauen klimatischen Verhältnisse nicht vorgenommen.

### Weitere Geschichte des Schiffs
Das Schiff wurde am 25. September 1974 abgebracht, nach Isla Grande bei Rio de Janeiro geschleppt und dort am 29. September bei Angra dos Reis vor Anker gelegt. Im folgenden Jahr erklärte der Versicherer das Schiff zum Totalverlust (Constructive total loss), woraufhin es an deutsche Abbrecher verkauft und in Tula umbenannt wurde. Nachdem es am 18. April 1976 im Schlepp Brunsbüttel erreicht hatte, erfolgte ein Weiterverkauf an eine spanische Abbruchwerft. Am 13. Juni 1976 traf die Tula schließlich zur Verschrottung in Santander ein. Es war der erste jemals verschrottete VLCC und das bis dahin größte jemals verschrottete Schiff.

### Die Folgen des Öleintrags
Obgleich die aus der Metula entwichene Ölmenge die zweitgrößte nach der beim Stranden der Torrey Canyon freigesetzten Menge war, gelangte aufgrund der örtlichen Gegebenheiten, wie der Nähe des Schiffes zum umgebenden Küstengebiet und der Wind- und Tidenverhältnisse bei der Metula die bis dahin größte Ölmenge an eine Küste, namentlich der Insel Feuerland, welche den östlichen Teil der Magellanstraße nach Süden begrenzt. Da in der Folge des Unfalls nahezu keine Reinigungsarbeiten an der chilenischen Küste durchgeführt wurden, wurde das betroffene Gebiet in den Jahren nach dem Unfall zum Forschungsfeld zur Untersuchung der Folgen und des Abbaus von Öleinträgen in die Natur. Insbesondere wurde hier immer wieder der Vergleich mit dem späteren Unfall der Exxon Valdez gezogen, deren Öleintrag in einem klimatisch vergleichbaren Gebiet stattfand, im Gegensatz zum Metula-Unfall aber aufwändige Reinigungsarbeiten nach sich zog.